# Ardisia grandifolia
Ardisia grandifolia là một loài thực vật có hoa trong họ Anh thảo. Loài này được A.DC. mô tả khoa học đầu tiên năm 1834.